# صبرة (القطن)

'

تعديل مصدري - تعديل

صبرة هي إحدى قرى عزلة القطن بمديرية القطن التابعة لمحافظة حضرموت، بلغ تعداد سكانها 47 نسمة حسب تعداد اليمن لعام 2004.